# Jeanne des Armoises
 (octobre 2007).
Jeanne (ou Claude) du Lis (ou des Lis), dite Jeanne des Armoises, est une femme qui se fit passer pour Jeanne d'Arc après le supplice de celle-ci. Son cas n'est pas isolé à l'époque, un certain nombre de « fausses Jeanne d'Arc » apparaissant dans les années qui suivent la mort de la Pucelle sur le bûcher de Rouen.

## Théorie sur les origines royales de Jeanne d'Arc
En 1645 le Père Jérôme Vignier, un oratorien découvre dans les archives d'une branche de la famille des Armoises une chronique du doyen de la collégiale Saint-Thièbault et le contrat de mariage entre « Jehanne la Pucelle » et Robert des Armoises, à Metz. Il en fait faire un extrait certifié conforme devant notaire. Son frère Benjamin fait paraître ses découvertes, après sa mort, dans le Mercure de France de novembre 1686. 
L'histoire de Jeanne des Armoises telle qu'elle est relatée dans la Chronique du doyen de Saint-Thiébault de Metz, des doutes émis par des chroniqueurs des XVe et XVIe siècles quant à la réalité du supplice de la Pucelle et des textes littéraires de la fin XIXe siècle ne se prétendant pas forcément historiques, ont contribué à l'émergence d'une théorie complotiste : si Jeanne la Pucelle était parvenue là où l’on sait, ce serait parce qu’elle était une bâtarde royale mise en scène à dessein, dont la mère aurait été Isabeau de Bavière et le père Louis d'Orléans. Cette « Jeanne » issue d'une relation adultérine aurait ensuite été donnée en nourrice à des laboureurs du village de Domrémy près de Vaucouleurs, enclave française en terres barroises, loin des intrigues et des champs de bataille de la guerre de Cent Ans qui désolaient la France.

## L'hypothétique survie de La Pucelle
D’après la chronique du doyen de la collégiale Saint-Thièbault, Jeanne se serait fait connaître le 20 mai 1436 dans la région de Metz affirmant être Jeanne d'Arc échappée au bûcher.  
« Claude-Jeanne » aurait fondé son imposture sur une vague ressemblance avec l'héroïne du siège d'Orléans. Les frères de Jeanne d'Arc et quelques membres de l'aristocratie messine auraient feint ou l'auraient reconnue pour leur sœur. Plusieurs personnages naïfs ou douteux auraient pu être dupés ou vouloir devenir les complices de l'aventurière pour tirer quelque subside de l'escroquerie. 
Reconnue pour être l'héroïne considérée morte sur le bûcher de Rouen en 1431, elle épouse en novembre 1436 à Arlon, dans le duché de Luxembourg, Robert des Armoises, sire de Jaulny, proche parent du sire de Baudricourt, le gouverneur de Vaucouleurs qui avait favorisé la destinée de la Pucelle. Selon les archives, il est issu d'une lignée de fidèles vassaux de Bar et de Lorraine remontant à la fin du XIIIe siècle. Il apparaît comme un exemple du chevalier mercenaire, personnage courant à l'époque. Le sire de Jaulny était un chevalier désargenté et quinquagénaire (un grand âge pour l'époque), réfugié au Luxembourg pour échapper au procès pour félonie que lui intentait son suzerain René Ier d'Anjou, duc de Bar. Là, « Jeanne » aurait également rencontré la duchesse de Luxembourg, Élisabeth de Goerlitz, au train de vie si dispendieux qu'elle dut vendre ses possessions au duc de Bourgogne en 1441. 
Vers la fin de la décennie 1430, Jeanne des Armoises côtoie Gilles de Rais mais cet événement demeure « mal documenté et difficile à interpréter », estime l'historien Jacques Chiffoleau. En 1439, le seigneur de Tiffauges confie à un écuyer gascon dénommé Jean de Siquenville « la charge et gouvernement des gens de guerre » qu'il avait précédemment placés sous l'autorité de la fausse Jeanne. Or Jean de Siquenville et ses troupes commettent des pillages en pays angevin et poitevin. Emprisonné sur ordre du dauphin Louis, l'écuyer s'évade et sollicite sa grâce auprès du roi Charles VII. Consécutivement accordée en juin 1441, une lettre de rémission évoque les péripéties de Siquenville ainsi que l'épisode antérieur entre Claude et Gilles de Rais. Toutefois, le document ne précise pas pourquoi le maréchal de Rais avait relevé la fausse Jeanne de son commandement en 1439,,.

## L'audience royale et la demande de grâce

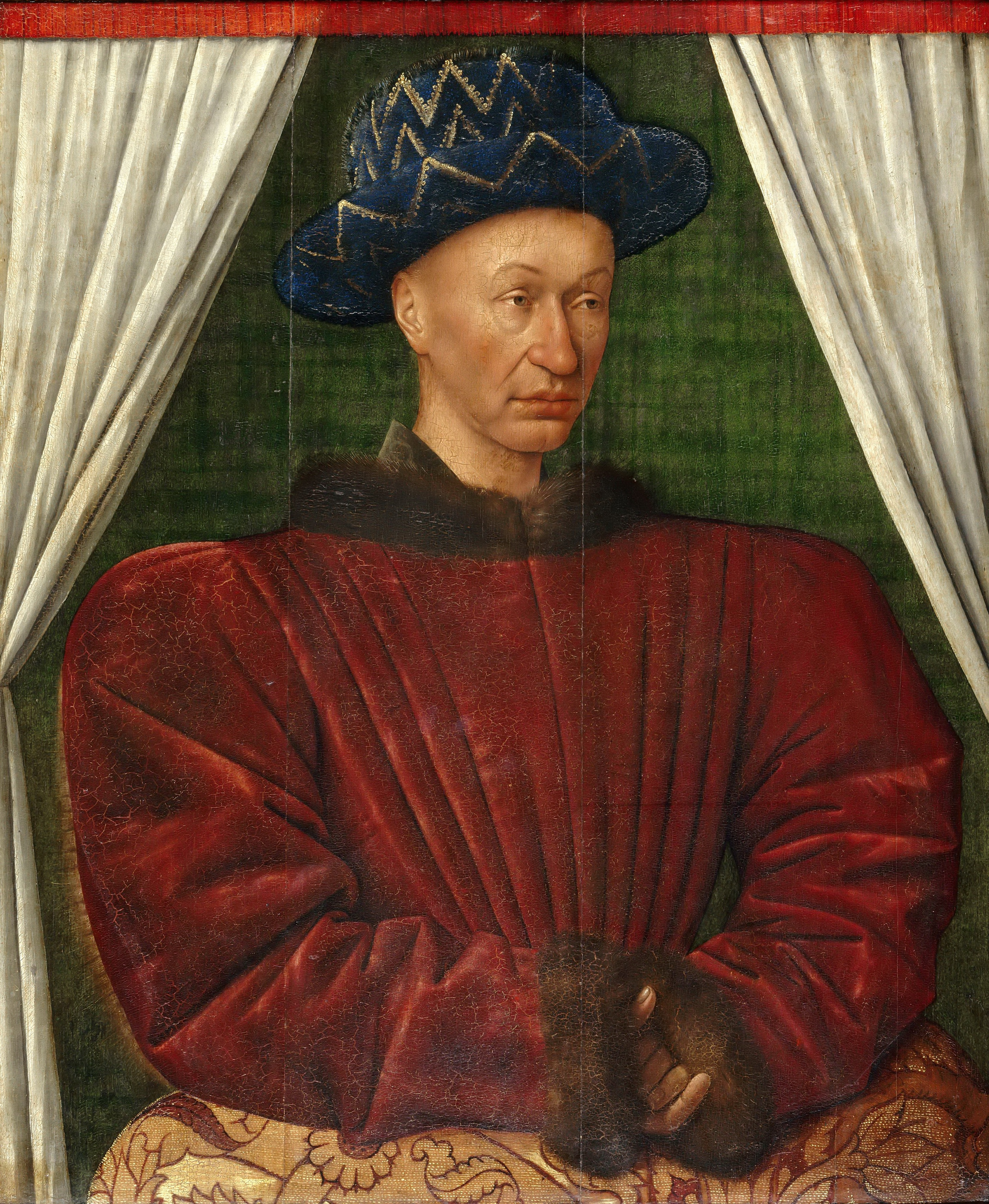
Charles VII de France.

Pendant ces quatre ans, elle se serait entretenue par courrier avec le roi Charles VII de France qui, pour les tenants des origines royales de Jeanne d'Arc (qui n'avancent cependant aucun élément tangible accréditant leur hypothèse), serait son demi-frère (dont la légitimité de la naissance a également été contestée). 
Jeanne des Armoises obtient finalement une audience du souverain qui est le beau-frère du duc de Bar René Ier d'Anjou et dont la maîtresse Agnès Sorel a été suivante de l'épouse dudit René, la duchesse Isabelle Ire de Lorraine. 
D'après une relation tardive du chambellan de Boisy, le roi lui aurait demandé quel était le secret qu’il partageait avec elle. L'« héroïne » se rétracta, disant ne pas connaître le roi, et demanda grâce.
Soumise à une enquête de l'Université et du Parlement de Paris, elle est démasquée et condamnée en 1440. Elle admit publiquement son imposture et se retira avec son mari au château de Jaulny où elle termina ses jours.

## Postérité

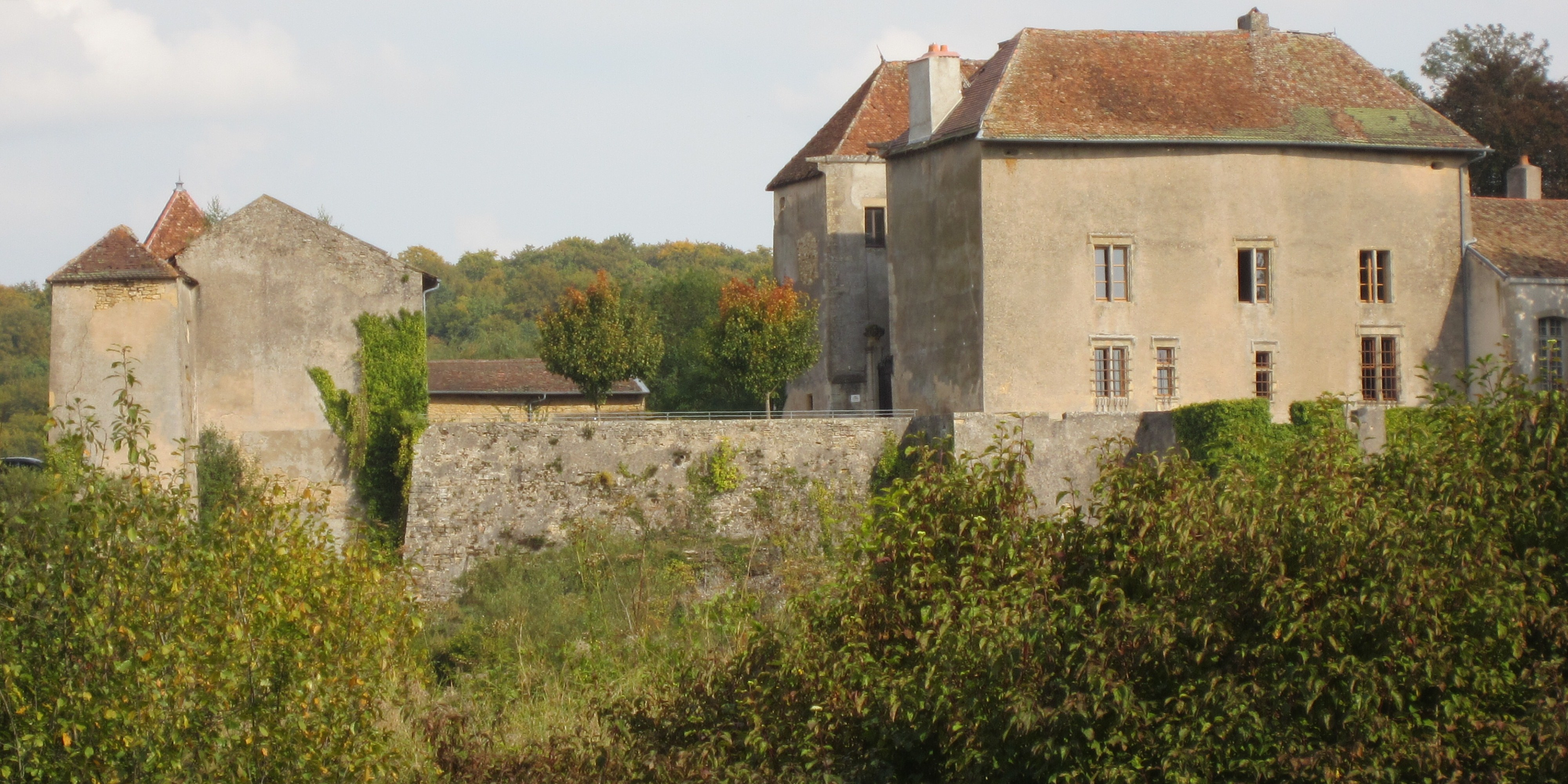
Le château de Jaulny en son état de 2011.

Au XXIe siècle, au visiteur du château de Jaulny, on montre les armes de la Pucelle peintes sur une muraille : une épée pointée vers le haut, entourée de deux fleurs de lys, pénétrant une couronne royale, et les « authentiques portraits de Jeanne et de son mari », Robert des Armoises, tous deux seigneurs de Jaulny, peints dans les caissons d'une cheminée du XVIe siècle. 
Jeanne des Armoises, ou Jeanne du Lys, a été enterrée en l'église de Pulligny, à proximité du château de Richardménil, également possession de la famille des Armoises. 
La ville d'Orléans qui a reconnu Jeanne d'Arc dans Jeanne des Armoises a, à partir de 1440, versé une rente à Isabelle Rommée, la mère de Jeanne d'Arc, rente inscrite sur les registres au nom d'« Isabeau mère de Jehanne la Pucelle », puis à partir de juillet 1446 au nom d'« Isabeau mère de feue Jeanne la pucelle », jusqu'en 1447.

### Sources primaires imprimées
- Jules Quicherat ( éd.), Procès de condamnation et de réhabilitation de Jeanne d'Arc, dite la Pucelle : publiés pour la première fois d'après les manuscrits de la Bibliothèque royale, suivis de tous les documents historiques qu'on a pu réunir et accompagnés de notes et d'éclaircissements, t. 5 : Témoignages des poètes du XVe siècle. Lettres, actes et autres pièces détachées. Témoignages extraits des livres de comptes. Documents relatifs à l'Institution et aux premières célébrations de la fête du 8 mai, jour anniversaire de la délivrance d'Orléans. Documents sur la fausse Jeanne d'Arc qui parut de 1436 à 1440. Supplément aux pièces et extraits concernant la Pucelle. Itinéraire de la Pucelle. Notice littéraire du procès de condamnation. Notice des pièces de la réhabilitation. Table analytique, Paris, Jules Renouard et Cie, 1849, 575 p. (lire en ligne), « Documents sur la fausse Jeanne d'Arc », p. 321-336.